# チュグエフカ
チュグエフカ（ロシア語: Чугуевка）はロシア連邦東部の沿海地方にあり、ホロリ地区の中心に位置する村。人口は12,171人（2010年全ロシア国勢調査）。清朝時代の名称は頭道溝であった。